# Quiero ser supermodelo
Quiero ser supermodelo fue un reality show ecuatoriano que buscaba los nuevos supermodelos ecuatorianos que representaran al Ecuador en pasarelas internacionales. Los participantes deberían presentar su mejor actitud y esfuerzo para salir bien en todas las pruebas de la semana.
Los participantes realizaban diferentes pruebas en cada semana en distintos escenarios, y en la casa de Quiero ser supermodelo reciben clases de pasarela, modelaje y modales frente al público. Su jurado está conformado por :

## Primera fase
- Cecilia Niemes
- Sergio Guimaraes
- Shirley Balladares (fotógrafa)

## Segunda y tercera fase
- Manuel Wolf
- Jorge Itúrburu (fotógrafo)
- Cecilia Niemes (modelo)

## Mecánica del programa
En todos los programas se realizaron pruebas dispuestas por la producción del programa. En estas los participantes muestran sus mejores actitudes frente a una cámara y en pasarela, cada uno de los jurados califica la participación de los modelos durante las pruebas. En la primera fase del concurso fueron eliminados 7 participantes por indisciplina y por baja calificaciones, quedando 15, en la segunda fase por las bajas calificaciones y falta de disciplina 9 de ellos fueron eliminados hasta quedar los 6 finalistas del concurso en la tercera fase del reality que consagrará a un hombre y una mujer como los supermodelos ecuatorianos.

## La calificación
- La calificación del jurado es irrefutable: ellos deciden quién se va del reality.
- El conductor del programa no tiene poder para poner calificación, salvo que el jurado se lo pida.
- La votación del público se hizo en la segunda fase del concurso para salvar a uno de los aspirantes a supermodelo por la página web de TC Televisión.
- Los participantes no conocen sus calificaciones ya que solo los televidentes lo conocen al final de cada capítulo del reality.

## Motivos de eliminación
La eliminación de un paticipante se debe a su mal comportamiento o a las bajas calificaciones.
Como un supermodelo debe tener una actitud excepcional y una muy rigurosa disciplina, el jurado consideraba imperdonables las faltas de disciplina.

## Día de eliminación
Los días de eliminación eran los viernes. Los participantes debían caminar por una pasarela. Al día de eliminación llegaban únicamente los dos participantes que obtuvieron la menor calificación. Uno de ellos saldría de la competencia.

## Conductores
- Rosanna Queirolo (solo un mes).
- Luisa Raigosa (solo una semana), como invitada especial.
- Danilo Vitanis (todo el reality).

### Rosanna Queirolo
Queirolo es una exmodelo y ex-asambleísta constituyente ecuatoriana. Es ex-animadora de TC Televisión.

### Danilo Vitanis
Vitanis es un modelo brasileño, ex-Ta'Dominado. Conductor del programa.

## Jurados y criterios de evaluación

### Primera fase
- Cecilia Niemes
- Sergio Guimaraes
- Shirley Balladares

### Segunda y tercera fase
- Manuel Wolf
- Jorge Itúrburu
- Cecilia Niemes

El programa tiene tres jurados, ellos serán los encargados de evaluar a los aspirantes a supermodelos por su desempeño en las pruebas de la semana así como en la pasarela de eliminación.